# St. Josef (Niederaichbach)

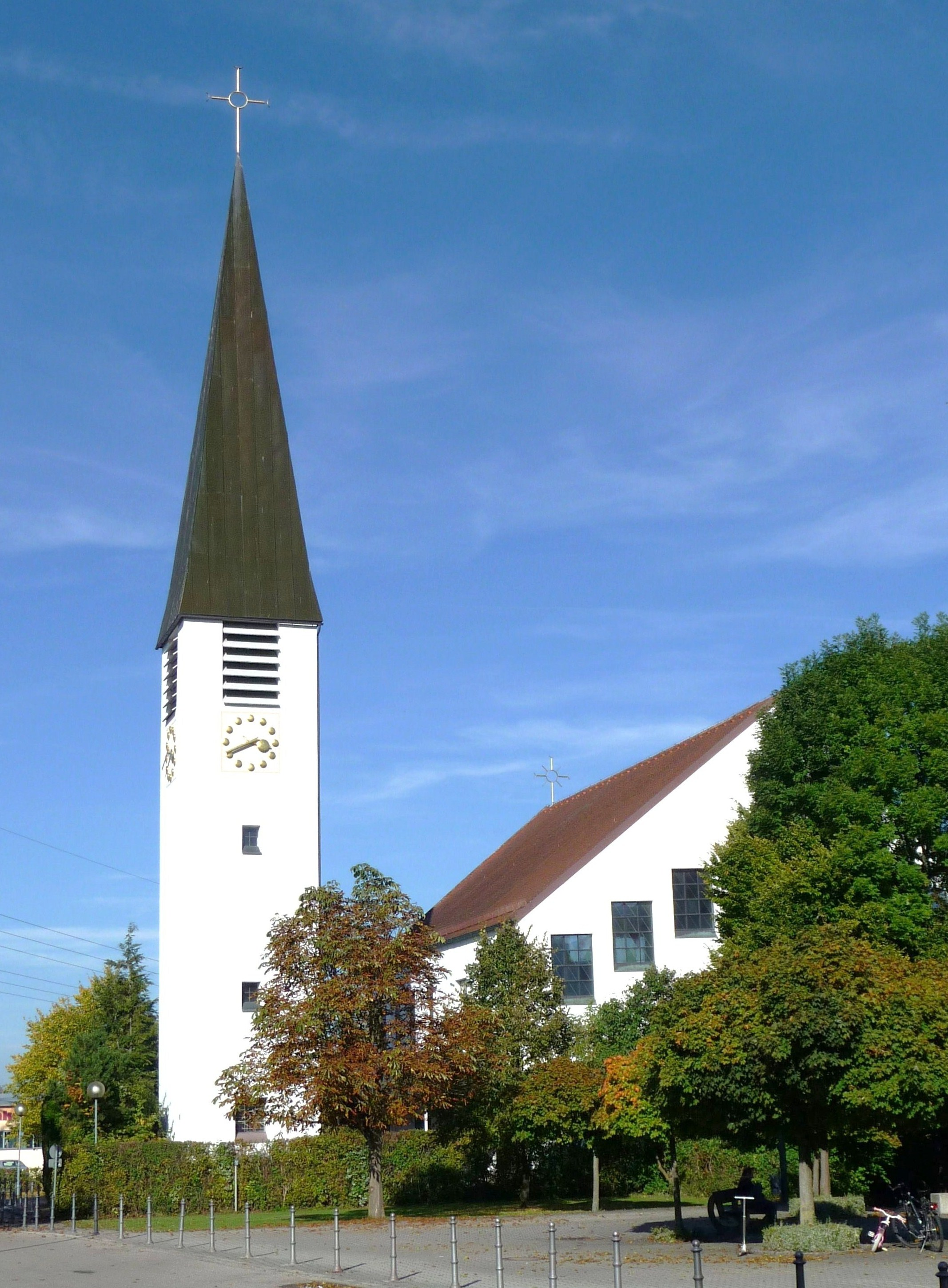
Außenansicht der Pfarrkirche St. Josef

Die römisch-katholische Pfarrkirche St. Josef in Niederaichbach, einem Gemeindeort im niederbayerischen Landkreis Landshut, ist ein moderner Kirchenbau, der in den Jahren 1961/62 nach den Plänen des Münchner Architekten Friedrich Ferdinand Haindl erbaut wurde. Kirchenpatron ist der heilige Josef in seiner Eigenschaft als Schutzpatron der Arbeiter, dessen Gedenktag am 1. Mai begangen wird.

## Geschichte
Vor dem Bau der heutigen Pfarrkirche St. Josef besaß Niederaichbach nur die kleine Nebenkirche St. Nikola rechts der Isar. Als Pfarrkirche diente damals die heutige Filialkirche St. Margaretha in Reichersdorf, etwa 1,5 Kilometer südlich gelegen. Durch die Hochwasserfreilegung im Zuge der Isarregulierung in den 1950er Jahren wurde in der Niederaichbacherau (diese bestand um 1880 nur aus rund 30 verstreuten Anwesen) links der Isar viel neue Siedlungsfläche gewonnen. Daher regte der damalige Reichersdorfer Pfarrer Engelbert Haberl den Bau einer neuen Kirche an. Bei einer Bürgerversammlung am 14. Juni 1959 wurden drei Varianten zur Abstimmung vorgeschlagen: die Renovierung der Reichersdorfer Kirche, ein Neubau am Fuße des Schlossberges rechts der Isar oder ein Neubau in unmittelbarer Nachbarschaft des neuen Schulhauses links der Isar. Die Entscheidung fiel schlussendlich auf letztere Variante; den Baugrund hierfür stiftete Iniga Fürstin von Urach auf Schloss Niederaichbach.
Am 14. Mai 1961 wurde der Grundstein für den Kirchenbau links der Isar gelegt. Die Pläne stammten von dem Münchner Architekten Friedrich Ferdinand Haindl, die ausführende Baufirma war Dionis Irlbeck aus Mettenbach. An Weihnachten 1961 war die neue Kirche erstmals benutzbar. Mitte Oktober 1962 wurde zum Abschluss der Bauarbeiten das etwa vier Meter hohe Turmkreuz aufgesetzt. Am Christkönigsfest des gleichen Jahres wurde die Glockenweihe vorgenommen. Am Patroziniumstag, dem 1. Mai 1963, erfolgte schließlich die feierliche Konsekration durch Bischof Rudolf Graber. Im Zuge dessen wurde auch der Pfarrsitz von Reichersdorf nach Niederaichbach verlegt.

## Beschreibung

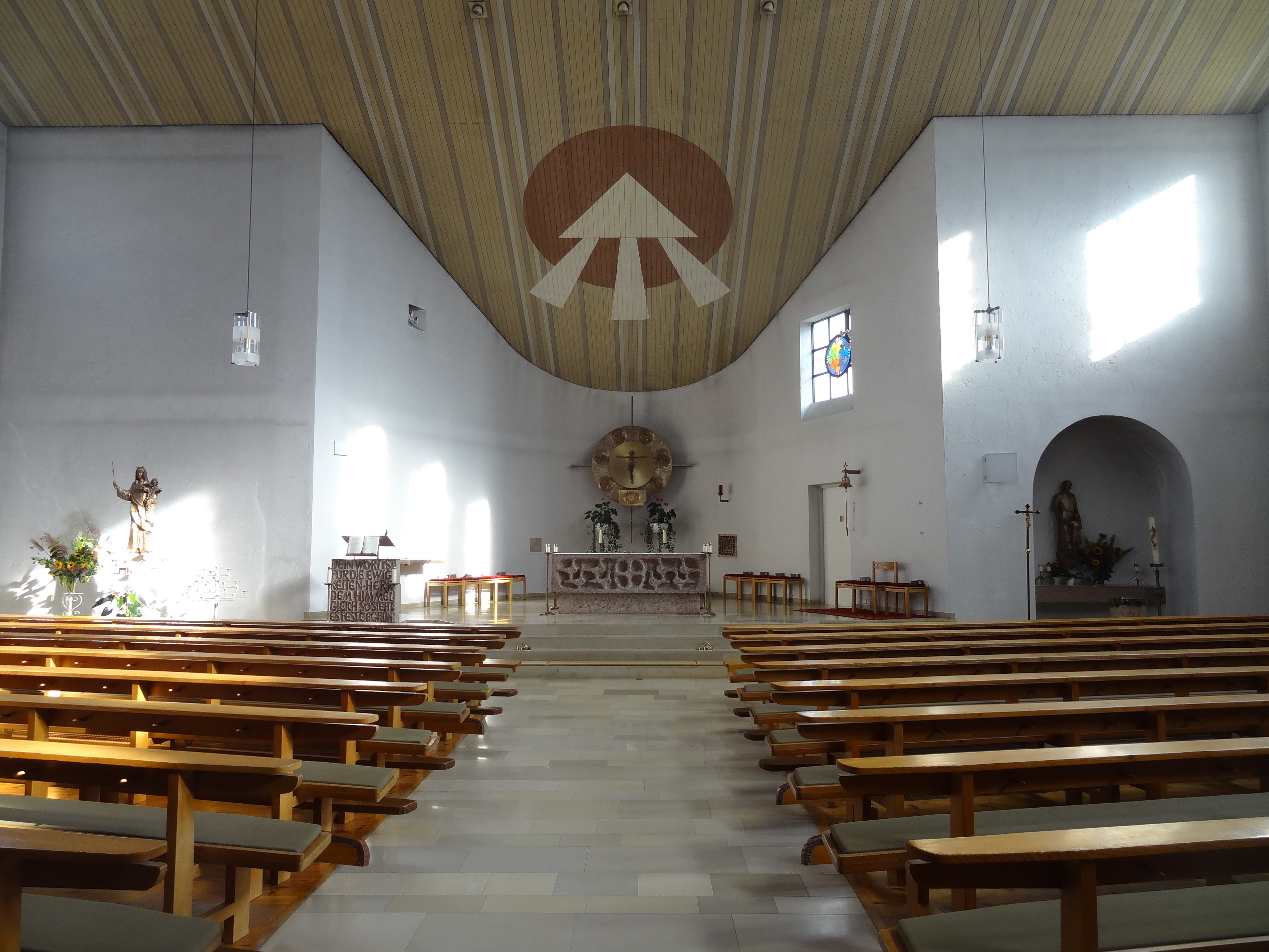
Innenraum

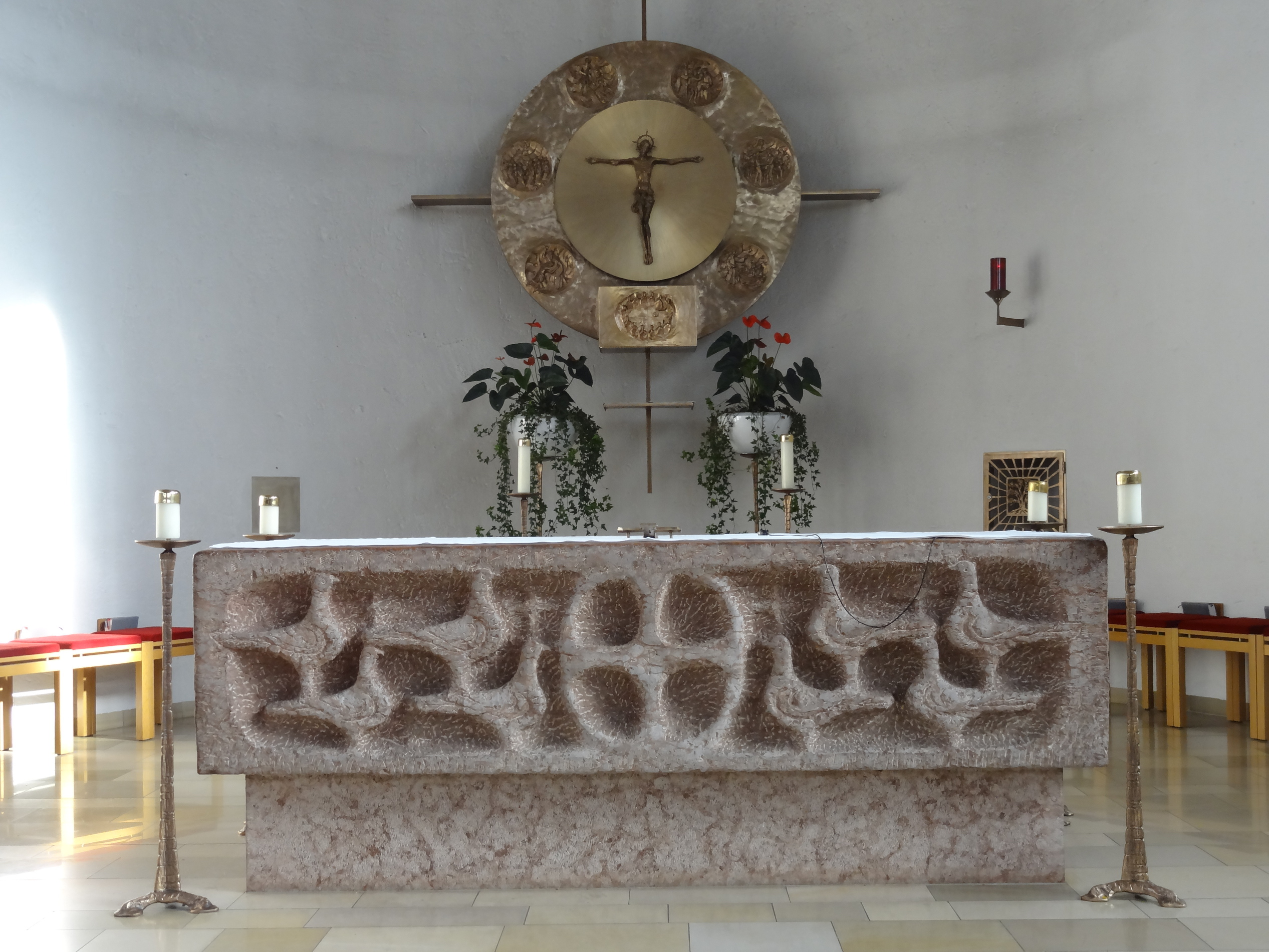
Zelebrationsaltar, Tabernakel und Bronzescheibe von Hans Wurmer

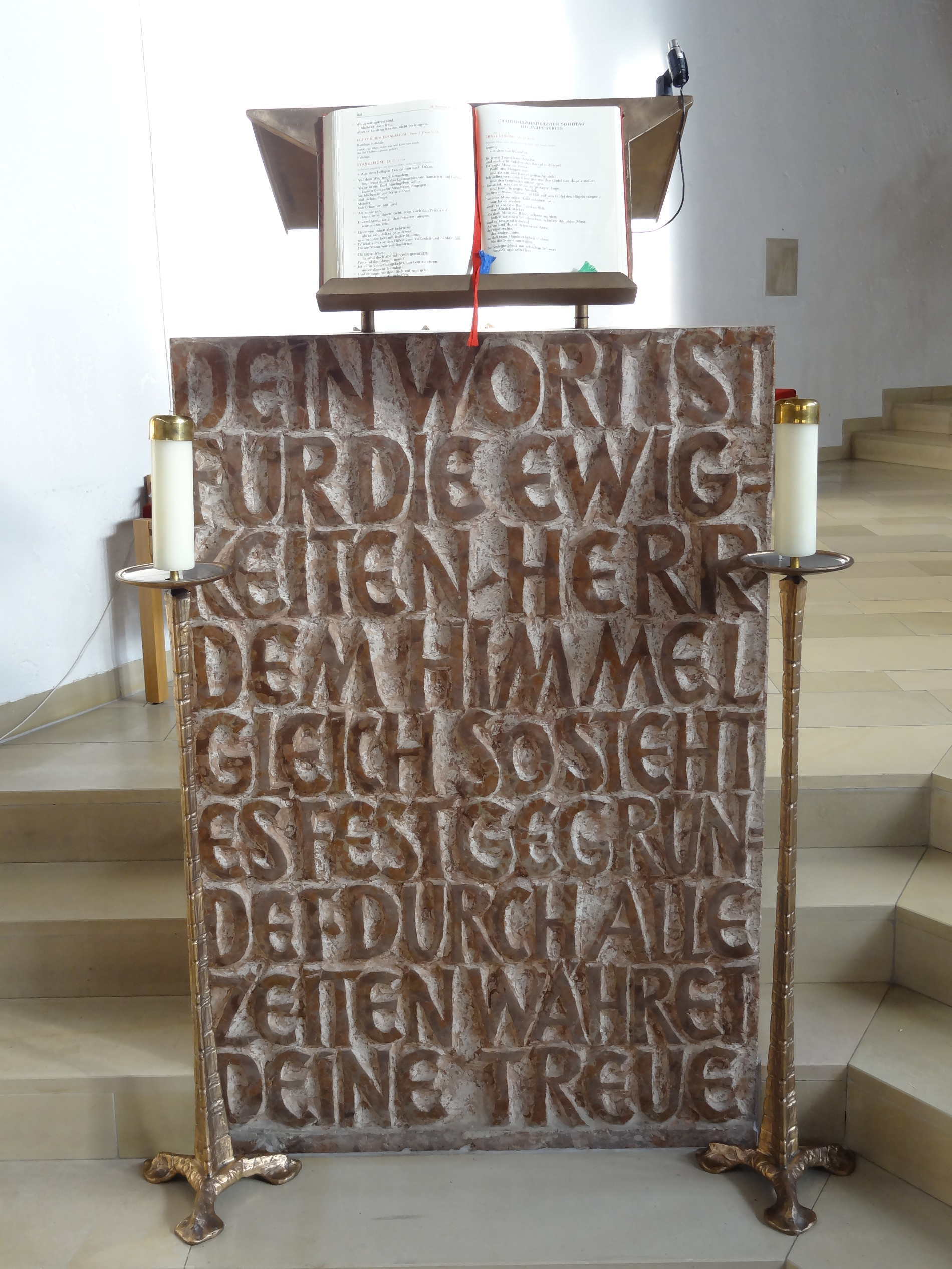
Ambo von Hans Wurmer

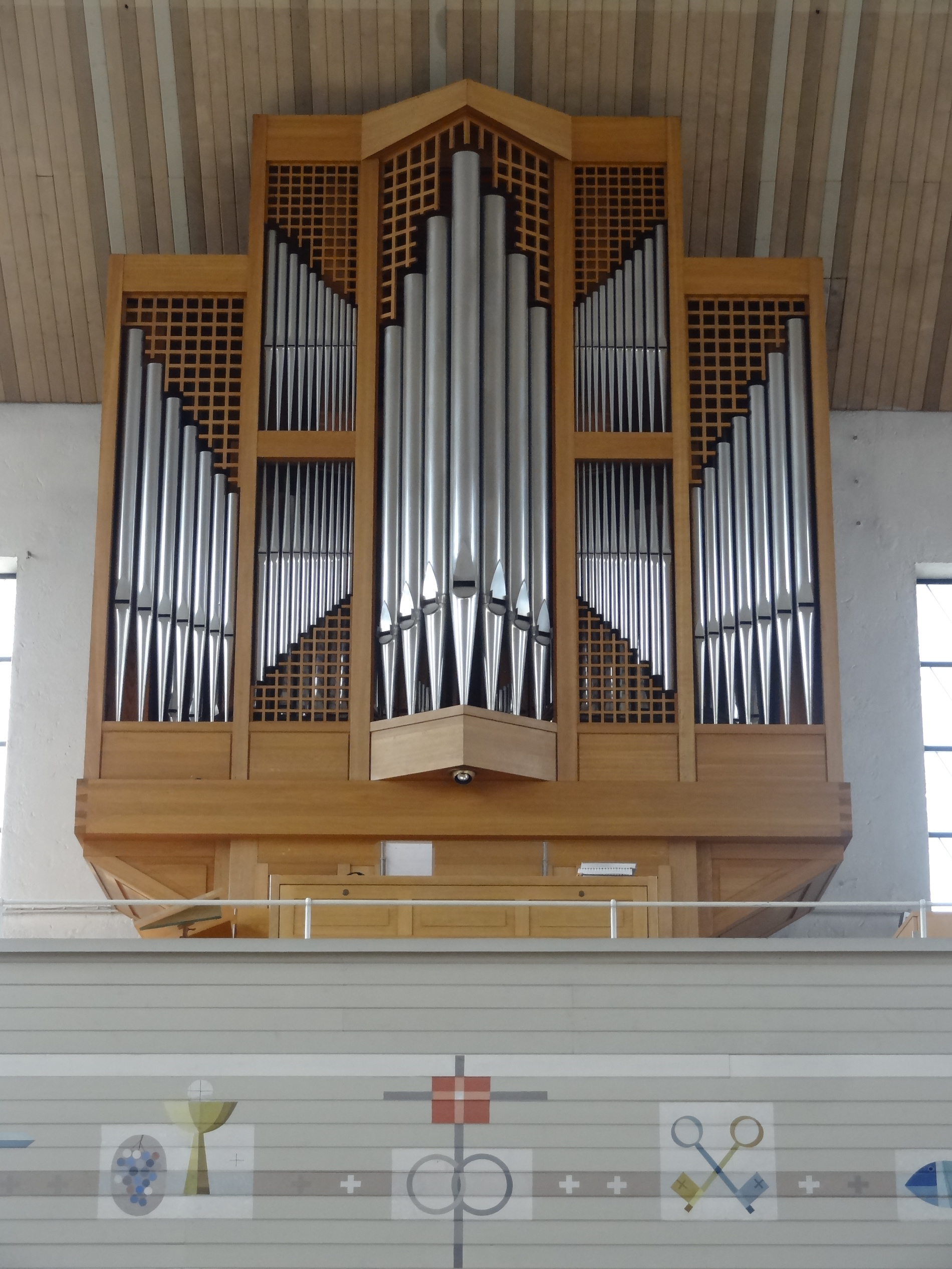
Jann-Orgel (II/P, 18)

### Architektur
Die Pfarrkirche St. Josef liegt im neuen Ortszentrum von Niederaichbach gegenüber dem Rathaus etwa zurückgesetzt von der Hauptstraße. Der sechseckige Kirchenraum, der etwas breiter als lang ist, wird von einem Quersatteldach überspannt. Diese Dachform spiegelt sich auch in der Holzdecke im Innenraum wider. Nach Osten hin zeigt der parabelförmige Chorraum, wobei die Holzdecke hier in direkter Verlängerung des Satteldaches sehr weit herabgezogen ist. Die drei Kirchenportale befinden sich gegenüber auf der Westseite, wo auch die Orgelempore eingezogen ist. Der Innenraum wird durch eine Fensterreihe auf der Westseite und der Dachneigung folgend abgestufte Rechteckfenster im Norden und Süden beleuchtet. Der Altarraum wird bis auf ein Rechteckfenster im Süden nur indirekt beleuchtet, sodass der Blick der Gottesdienstbesucher dorthin blendfrei ist.
Südwestlich der Kirche befindet sich der freistehende Turm, ein sogenannter Campanile. Dieser ist durch einen niedrigen, aber offenen Gang mit dem Kirchenbau verbunden. Die weitgehend ungegliederten vier Turmgeschosse sind über quadratischem Grundriss errichtet. Im obersten dieser Geschosse befinden sich Turmuhren, Glockenstuhl und Schallöffnungen. Darauf baut ein hoher, vierseitiger Pyramidenhelm auf, der von dem vier Meter hohen Turmkreuz bekrönt wird. Insgesamt besitzt der Turm eine Höhe von 40 Metern.

### Ausstattung
Einen Großteil der plastischen Ausstattung schuf der Bildhauer Hans Wurmer aus Hausen im Landkreis Kelheim. Von ihm stammen zum Beispiel der Zelebrationsaltar und der Ambo aus Trientiner Marmor. Die Altarmensa zeigt auf der der Gemeinde zugewandten Seite ein Relief, das acht paarweise angeordnete Tauben um ein zentrales Kreuz zeigt. Am Ambo ist ein Spruch in Anlehnung an Ps 119,89f.  zu lesen: „DEIN WORT IST FÜR DIE EWIGKEITEN, HERR, DEM HIMMEL GLEICH SO STEHT ES FEST GEGRÜNDET. DURCH ALLE ZEITEN WÄHRET DEINE TREUE“.
Im Zuge der liturgischen Neugestaltung im Jahr 2000 wurde das vormalige bronzene Altarkreuz von Hans Wurmer, von dem in Saal an der Donau noch ein weiterer, kleiner Guss existiert, außen über dem Hauptportal angebracht. Innen wurde ein ebenfalls von Wurmer geschaffenes dezenteres Kreuz angebracht, dem eine kreisrunde Bronzescheibe vorgeblendet ist. In deren Mitte befindet sich ein Relief des Gekreuzigten, der von sieben Medaillons mit biblischen Darstellungen umgeben ist, die die sieben Sakramente veranschaulichen sollen. Auf der linken sind dies von oben nach unten: die Taufe durch Taufe Jesu im Jordan (vgl. Mt 3,13-17 ), die Firmung durch die Sendung des Heiligen Geistes (vgl. Apg 2,1-13 ) und die Buße durch das Gleichnis vom verlorenen Sohn (vgl. Lk 15,11-32 ). Das Relief an der Tabernakeltür zeigt die Einsetzung der Eucharistie anhand des letzten Abendmahls. Auf der rechten Seite sind von unten nach oben dargestellt: die Priesterweihe durch Errettung der Jünger aus dem Sturm durch Jesus (vgl. Mt 8,23-27 ), das Ehesakrament durch Adam und Eva (vgl. Gen 3,7-13 ) sowie die Krankensalbung durch Heilung des Tobit durch Tobias (vgl. Tob 11,1-15 ).
Analog dazu sind auch an der Brüstung der Orgelempore die Symbole der sieben Sakramente zu sehen. Die schräge Holzdecke über dem Chorraum ist mit einem Dreifaltigkeitssymbol des Münchner Kunstmalers Theo Kittsteiner verziert. Anstelle des linken Seitenaltares befindet sich an der Stirnseite des Gemeindesaals eine Madonnenfigur aus Bronze, die Hans Wurmer im Jahr 2000 schuf. Die bekrönte Marienfigur hält in der Rechten das Zepter, auf ihrem linken Arm trägt sie das Jesuskind. Dieser hält in seiner Linken die Weltkugel, während die Rechte zum Segen erhoben ist. Anstelle des rechten Seitenaltares ist in einer Rundbogennische eine Figur des Kirchenpatrons Josef mit seinem Ziehsohn Jesus zu sehen. Unmittelbar davor ist der Taufstein platziert.

### Orgel
Zur Entstehungszeit der Kirche wurde lediglich eine elektronische Orgel eingebaut. Unter Pfarrer Siegfried Heilmer gelang es dank zahlreicher Spender, diese durch eine Pfeifenorgel zu ersetzen. Das vollmechanische Schleifladeninstrument mit insgesamt 18 klingenden Registern auf zwei Manualen und Pedal erbaute Georg Jann aus Allkofen bei Laberweinting. Es wurde am Kirchweihsonntag, dem 19. Oktober 1986, durch Generalvikar Fritz Morgenschweis eingeweiht. Die Disposition lautet wie folgt:
| I Koppelmanual |

| II Manual |           |       |
| 1.        | Prinzipal | 8′    |
| 2.        | Gedackt   | 8′    |
| 3.        | Oktave    | 4′    |
| 4.        | Holzflöte | 4′    |
| 5.        | Schwegel  | 2′    |
| 6.        | Mixtur IV | 1 ⁄3′ |
| 7.        | Trompete  | 8′    |

| III Manual |              |                |
| 8.         | Rohrflöte    | 8′             |
| 9.         | Salizional   | 8′             |
| 10.        | Blockflöte   | 4′             |
| 11.        | Prinzipal    | 2′             |
| 12.        | Sesquialtera | 2 ⁄3′ + 1 3⁄5′ |
| 13.        | Quinte       | 2 ⁄3′          |
| 14.        | Scharff III  | 1′             |
| 15.        | Oktave       | 1′             |
|            | Tremulant    |                |

| Pedal C–d1 |           |         |
| 16.        | Subbaß    | 16′     |
| 17.        | Oktavbaß  | 8′      |
| 18.        | Bassflöte | 8′      |
| 19.        | Choralbaß | 4′ + 2′ |
| 20.        | Nachthorn | 4′      |
| 21.        | Fagott    | 16′     |

- Koppeln: Koppelmanual, II/P, III/P
- Spielhilfe: Choralpleno

Anmerkungen:
1. 1 2 3  Vorabzug

### Glocken
In dem Campanile befinden sich vier Glocken, die allesamt 1962 von der Glockengießerei Rudolf Perner in Passau hergestellt wurden. Im Einzelnen sind dies:
| Nr. | Name                        | Gussjahr | Gießer                | Gewicht [kg] | Schlagton |
| --- | --------------------------- | -------- | --------------------- | ------------ | --------- |
| 1.  | St. Josef                   | 1962     | Rudolf Perner, Passau | 1277         | e1        |
| 2.  | Maria, Königin des Friedens | 1962     | Rudolf Perner, Passau | 858          | fis1      |
| 3.  | St. Christophorus           | 1962     | Rudolf Perner, Passau | 445          | a1        |
| 4.  | Hl. Schutzengel             | 1962     | Rudolf Perner, Passau | 251          | cis2      |